# Spagna ai Giochi della XXVI Olimpiade
La Spagna partecipò ai Giochi della XXVI Olimpiade, svoltisi ad Atlanta, Stati Uniti, dal 19 luglio al 4 agosto 1996, con una delegazione di 289 atleti impegnati in ventidue discipline.

## Medaglie
| Medaglia | Atleta | Sport              | Evento                |
| -------- | --- | ------------------ | --------------------- |
| Oro      | José Luis Ballester Fernando León | Vela               | Tornado               |
| Oro      | Begoña Vía Dufresne Theresa Zabell | Vela               | 470 femminile         |
| Oro      | Spagna | Pallanuoto         | Torneo maschile       |
| Oro      | Lorena Guréndez Tania Lamarca Estíbaliz Martínez Marta Baldó Nuria Cabanillas Estela Giménez | Ginnastica ritmica | Concorso a squadre    |
| Oro      | Miguel Induráin | Ciclismo           | Cronometro maschile   |
| Argento  | Abraham Olano | Ciclismo           | Cronometro maschile   |
| Argento  | Jaime Amat Pablo Amat Javier Arnau Jordi Arnau Oscar Barrena Ignacio Cobos Juan Dinarés Juan Escarré Xavier Escudé Juantxo García-Mauriño Antonio González Ramón Jufresa Joaquín Malgosa Victor Pujol Ramón Sala Pablo Usoz                           | Hockey su prato    | Torneo maschile       |
| Argento  | Sergi Bruguera | Tennis             | Singolare maschile    |
| Argento  | Fermín Cacho | Atletica leggera   | 1500 m maschili       |
| Argento  | Ernesto Pérez | Judo               | +95 kg maschile       |
| Bronzo   | Isabel Fernández | Judo               | 56 kg maschile        |
| Bronzo   | Yolanda Soler | Judo               | 48 kg maschile        |
| Bronzo   | Conchita Martínez Arantxa Sánchez Vicario | Tennis             | Doppio femminile      |
| Bronzo   | Rafael Lozano | Pugilato           | Pesi mosca leggeri    |
| Bronzo   | Valentí Massana | Atletica leggera   | Marcia 50 km maschile |
| Bronzo   | Talant Dujšebaev Salvador Esquer Aitor Etxaburu Jesús Fernández Jaume Fort Mateo Garralda Raúl González Rafael Guijosa Fernando Hernández José Javier Hombrados Demetrio Lozano Jordi Núñez Jesús Olalla Juan Pérez Iñaki Urdangarín Alberto Urdiales | Pallamano          | Torneo maschile       |

### Medagliere per discipline
| Sport            | Oro | Argento | Bronzo | Totale |
| ---------------- | --- | ------- | ------ | ------ |
| Vela             | 2   | 0       | 0      | 2      |
| Ciclismo         | 1   | 1       | 0      | 2      |
| Ginnastica       | 1   | 0       | 0      | 1      |
| Pallanuoto       | 1   | 0       | 0      | 1      |
| Tennis           | 0   | 2       | 1      | 3      |
| Judo             | 0   | 1       | 2      | 3      |
| Atletica leggera | 0   | 1       | 1      | 2      |
| Hockey su prato  | 0   | 1       | 0      | 1      |
| Pugilato         | 0   | 0       | 1      | 1      |
| Pallamano        | 0   | 0       | 1      | 1      |
| Totale           | 5   | 6       | 6      | 17     |

## Risultati

### Calcio
- Uomini

| Atleta | Classifica |                   |
| --- | --- | ----------------- |
| V · D · M Nazionale olimpica spagnola · Calcio ai Giochi Olimpici Estivi 1996 1 Mora · 2 Mendieta · 3 Aranzábal · 4 Navarro · 5 Santi · 6 Óscar · 7 Raúl · 8 Roberto · 9 Corino · 10 José Ignacio · 11 Idiakez · 12 Karanka · 13 Aizkorreta · 14 Morientes · 15 de la Peña · 16 Lardín · 17 Sietes · 18 Dani · CT : Clemente | 6° |                   |
| Nazionale olimpica spagnola · Calcio ai Giochi Olimpici Estivi 1996 | |                   |
| 1 Mora · 2 Mendieta · 3 Aranzábal · 4 Navarro · 5 Santi · 6 Óscar · 7 Raúl · 8 Roberto · 9 Corino · 10 José Ignacio · 11 Idiakez · 12 Karanka · 13 Aizkorreta · 14 Morientes · 15 de la Peña · 16 Lardín · 17 Sietes · 18 Dani · CT: Clemente                                                                                | 1 Mora · 2 Mendieta · 3 Aranzábal · 4 Navarro · 5 Santi · 6 Óscar · 7 Raúl · 8 Roberto · 9 Corino · 10 José Ignacio · 11 Idiakez · 12 Karanka · 13 Aizkorreta · 14 Morientes · 15 de la Peña · 16 Lardín · 17 Sietes · 18 Dani · CT: Clemente | Spagna (bandiera) |

### Pallanuoto
| Atleta | Classifica |                   |
| --- | --- | ----------------- |
| V · D · M Nazionale maschile spagnola di pallanuoto · Giochi olimpici - Atlanta 1996 Abarca , Andreo , Ballart , García , Gómez , Estiarte , Moro , Oca , Payá , Pedrerol , Rollán , Sans C , Sans J · CT : Juan Jané Giralt | Oro |                   |
| Nazionale maschile spagnola di pallanuoto · Giochi olimpici - Atlanta 1996 | |                   |
| Abarca, Andreo, Ballart, García, Gómez, Estiarte, Moro, Oca, Payá, Pedrerol, Rollán, Sans C, Sans J · CT: Juan Jané Giralt                                                                                                   | Abarca, Andreo, Ballart, García, Gómez, Estiarte, Moro, Oca, Payá, Pedrerol, Rollán, Sans C, Sans J · CT: Juan Jané Giralt | Spagna (bandiera) |